# География Туниса

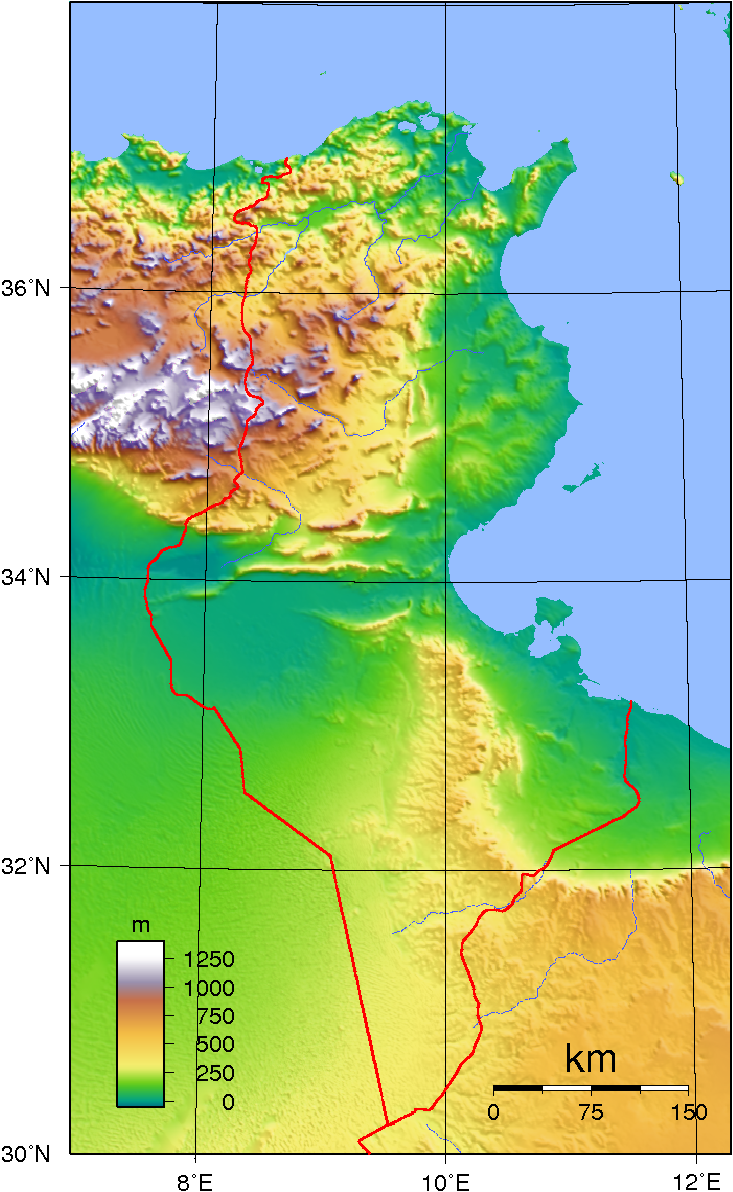
Топографическая карта Туниса

Государство Тунис находится на севере Африки, между Алжиром и Ливией. Омывается на севере водами Средиземного моря.

## Общие данные
По площади это самая маленькая страна Магриба. Площадь: общая — 163 610 км². Протяженность границ с Алжиром — 965 км, Ливией — 459 км. Береговая линия составляет 1148 км. Территориальные воды — 12 морских миль, исключительная экономическая зона — 200 морских миль (101 857 км²), континентальный шельф — 67 126 км².
Пахотная земля составляет — 19 %, под постоянными пастбищами — 20 %, а заповедники и леса — 4 %. В стране множество озёр, крупнейшие из которых Шотт-эль-Джерид и Шотт-эль-Гарса.

## Рельеф
Самая низкая точка Туниса — Шотт-эль-Гарса (17 м ниже уровня моря), а самая высокая — гора Шамби (1544 м). Горы Атлас находятся на севере и северо-западе страны, сухая и жаркая пустыня, часть Сахары, на центральном плато, граничащая на юго-западе с пустыней Большой Эрг и с пустыней Эль-Хамра на востоке.

## Климат
Климат Туниса — субтропический средиземноморский на севере и вдоль побережья, на юге и во внутренних районах — тропический пустынный. Средние температуры января +10 °C на севере и +22 °C на юге, июля +29 °C на севере и +33 °C на юге. Осадков за год выпадает от 100 мм на юге до 1500 мм в горных районах, некоторые пустынные области вообще не получают осадков в течение многих лет подряд. Летняя жара на побережье смягчается морским бризом, поэтому субъективно кажется несколько прохладнее, чем есть на самом деле. В пустынных районах ночью нередки заморозки даже весной и осенью, хотя днем температура в этот период может достигать +25…+27 °C. Лучшее время для посещения страны — сентябрь-ноябрь и март-июнь.